# Jean-Maurice de Nassau-Siegen
Johan Maurits van Nassau-Siegen, parfois francisé en Jean-Maurice de Nassau-Siegen, né le 17 juin 1604 à Dillenburg et mort le 20 décembre 1679 à Bedburg-Hau, est gouverneur général des colonies hollandaises au Brésil de 1636 à 1644. On le surnomme « le Brésilien » pour le distinguer de Maurice de Nassau, son cousin, fils de Guillaume, prince d'Orange, son grand-oncle, surnommé « le Taciturne », père de l'indépendance des Pays-Bas.

## Biographie

### L'origine familiale allemande
Le comte Jean Maurice de Nassau-Siegen (en allemand Johann Moritz von Nassau-Siegen ; en néerlandais Johan Maurits van Nassau-Siegen) naît à Dillenburg près de Francfort-sur-le-Main et de Siegen (aujourd'hui en Allemagne, dans le Land de Hesse), le 17 juin 1604.
Sa famille est allemande, originaire de la région du Rhin, et non hollandaise. C'est en Allemagne que son titre lui sera accordé, et seulement en 1653, par l'Empereur allemand Ferdinand III.
Il est le fils de Jean VII de Nassau-Siegen (lui-même fils de Jean VI de Nassau-Dillenbourg) et de Margaretha de Sonderburg-Holstein.
Le stadhouder Maurits n'était que son parrain. Quand il avait trois ans, son père hérita du comté de Siegen, détenue par l'archevêché de Cologne. Johan Maurits y grandit avant d'étudier à Bâle et Genève, puis à la Ritterschule de Cassel dans la province allemande de Hesse.
Après quelques campagnes militaires, il entra au service de la compagnie des Indes occidentales, qui employait beaucoup de non-Hollandais.

### Le Brésil

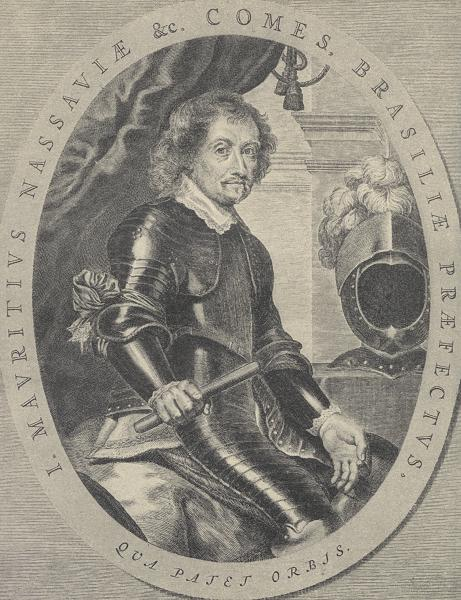
Johan Maurits van Nassau-Siegen.

Au printemps et à l'été 1636, la WIC cherchait anxieusement une nouvelle forme de gouvernement pour sa colonie brésilienne sur fond de conflit constant entre commandements militaire et civil et le 28 juillet 1636, Albert Coenraetsz Burgh, directeur de la chambre d'Amsterdam, le propose comme gouverneur alors qu'il n'a aucune expérience commerciale ou administrative , ce qui permet de récompenser la vigueur du stathouder Frederik Hendrik contre les prédicateurs calvinistes radicaux au début de la décennie 
A 32 ans, il débarque en janvier 1637 à Pernambouc comme gouverneur du Brésil hollandais, où vient d'avoir lieu la destruction d'une large partie des moulins à sucre des Portugais, dont un bon tiers se sont repliés dans le sud du Brésil, conservé par le Portugal, selon le constat du chef de l'armée hollandaise, le Polonais Christophe Arciszewski.
L'envoi de nobles à l'étranger était à l'époque « relativement rare » et l'origine sociale élevée du gouverneur du Brésil a façonné cette « vision du colonialisme hollandais »  via la mise en place d'une« cour digne d'un noble allemand protestant aux aspirations princières », avec son « cortège de courtisans » , en lien avec la construction physique de palais et de jardins .
De nombreuses études sur la cour, les artistes et scientifiques « vantent les vertus du gouverneur »  tandis que celles sur le Brésil hollandais soulignent au contraire les « lourdes pertes en vies humaines et en argent » qui ont « condamné le WIC » et fait du Brésil hollandais « un échec ».
La reconquête portugaise de la colonie fut souvent présentée comme « le premier effort que les « Brésiliens » ont entrepris pour prendre le contrôle de leur territoire » et Nassau-Siegen « est lui-même salué comme un Brésilien, dont les décisions de gouvernance sont généralement dissociées de sa position d'employé de la WIC ». La perception est « qu'étant un noble, il a apporté le progrès et la civilisation » mais pour la République néerlandaise, le Brésil a entraîné des « coûts d'opportunité substantiels et l'accent mis sur le système sud-atlantique du Brésil et de l'Angola s'est fait au détriment des Caraïbes et de l'Amérique du Nord ».
Le gouverneur a tenté dès 1638 de relancer une partie des nombreuses sucreries construites et abandonnées par les Portugais, en les confisquant pour les revendre, mais très peu d'acquéreurs en provenance des Pays-Bas se sont présentés. Seuls quelques commerçants, médecins et techniciens en raffinage de sucre ont émigré, les soldats se montrant réticents à se recycler dans des cultures qu'ils ne connaissaient pas.
Il a fondé Mauritsstad, une ville juste en face de Recife, sur le site de celle d'Olinda, que l'aristocratie portugaise avait fui depuis 1630, en utilisant les pierres de leurs maisons. La compagnie néerlandaise des Indes occidentales étant alors en faillite pendant plusieurs années, il y fait bâtir un palais avec l'argent des commissions sur les ventes d'esclaves clandestines, dont il prélève une partie pour les revendre à des planteurs de sucre portugais.
Pour se ménager ces derniers, il réunit une sorte de parlement, qui leur permet d'exprimer leurs doléances, notamment une baisse de la fiscalité sur la production de sucre, qui n'est cependant jamais obtenue. En 1641, la Hollande conclut un traité de paix et de commerce avec le Portugal, sous l'insistance de ce dernier qui vient d'obtenir son indépendance de l'Espagne en décembre 1640, ce qui favorise le rapprochement du gouverneur du Brésil avec l'oligarchie portugaise à partir de 1641, quand il tente de relancer la traite négrière après l'invasion du port portugais de Luanda, en Angola.
Il constitua une équipe de scientifiques et d'artistes chargée de décrire le pays et ses richesses. Parmi eux, Georg Markgraf (1611-1644), qui s'occupait principalement de géographie mais aussi d'histoire naturelle, et Willem Piso (1611-1678), son médecin personnel, qui dirigeait cette équipe.
Une partie de la population des Indiens du Brésil passa au calvinisme, son administration interdisant de les réduire en esclavage. Les peintres hollandais arrivés dans la colonie Frans Post et Albert Eckhout ont pour mission de les peindre. Après « les tensions croissantes entre le gouvernement colonial du Brésil dirigé par Johan Maurits et la WIC » qui lui enjoint en 1641 et 1642 de rentrer en Europe sous deux ans, la « période suivant son départ est mal couverte dans l'historiographie, bien que la colonie durera encore dix ans ».

### Le rappel aux Pays-Bas
Par une lettre du 18 avril 1642, le gouverneur apprend qu’il devra revenir dans la métropole au printemps de 1643, et reçoit l'ordre de diminuer de nouveau les forces armées présentes au Brésil, à 18 compagnies, et de congédier la majeure partie des officiers, sauf les Allemands et Hollandais.
Dès le 1er mai 1642, il réagit en envoyant en Hollande son secrétaire Johan Carl Tolner, qui du 25 au 27 juillet dépeint « l'état déplorable » du Brésil, causé par « la négligence et l'économie de la Compagnie », dans un rapport accompagné de huit lettres de notables suppliant le gouverneur de ne pas quitter la colonie et proposant d’offrir un demi-patacque par caisse de sucre produite tant qu’il serait là.
Il relaie aussi le mécontentement des Portugais privés de leurs couvents et déplorant les places de plusieurs prêtres laissées vacantes, tout en évoquant le risque causé par l’énorme dette des mêmes Portugais envers la WIC : 5,7 millions de florins au total. L’envoyé du gouverneur prend par ailleurs sa défense au sujet de ses frais de table, en la justifiant par le coût des vivres alimentaires à Recife.

### Détention d'esclaves à titre personnel
Dans une déclaration du 22 mars 1638, Jacob Janzs van der Beets et Harman Matthijsz attestèrent au nom des propriétaires du navire "Vliegend Hardt" qu'un autre vaisseau en provenance de Norvège, et allant, via Hoorn, vers le Brésil avait été capturé en pleine mer en décembre 1637 par un pirate opérant à partir du Maroc. Ce pirate est lui-même capturé à son tour par le "Vliegend Hardt" et son équipage emmené en captivité au Brésil, où il ne bénéficie plus du statut de travailleur engagé pour la WIC mais se voit quelques années après réduit en esclavage à la cour de Johan Maurits, lorsque ce dernier la met en place dans le Palais de Fribourg inauguré en 1643 à Mauritsstad.
Celle-ci était devenue en 1642 la première destination pour les engagés de la WIC au Brésil. Cette année-là, une cinquantaine d'entre eux travaillaient à la cour, réduits en esclavage. Le gouverneur possédait à titre personnel au moins 30 autres esclaves africains, car la liste de 1643 des personnes nourries à la cour mentionne 90 esclaves africains. Dans une longue lettre à Johan Maurits et au Conseil supérieur de Recife en octobre 1642, la direction de la WIC se plaignait, entre autres, des coûts élevés de construction du pont entre Mauritsstad et Recife, en évoquant également la question du trafic d'esclaves entre Recife et Cap-Vert, pour le compte personnel du gouverneur , mis en place par un de ses proches, le portugais Gaspar Dias Ferreira (1595-1659).
Celle-ci faisait aussi travailler illégalement le "Brésilien de Maranhão", qui selon le document de 1643, était un indigène tupi. Immédiatement après la conquête du Maranhão, la WIC avait permis brièvement l'esclavage des indigènes, mais seulement de ceux qui combattaient la WIC, puis recommandé en octobre 1642, que « tous les naturels du Maranhão soient considérés comme libres comme les autres « Brasilianos » de la colonie ».
Les navires Poortier, Groote Gerrit et Brack, arrivés de Luanda en janvier 1644, ont amené un total de 1096 esclaves à Recife, dont 196 morts durant la traversée. Les survivants, ainsi que 58 personnes précédemment déportées ont été vendus à Recife, où 4 dirigeants locaux de la WIC ont acheté 65 personnes, dont 60 vendus « à Son Excellence le gouverneur, pour le compte de la cour » et en fait destinés à la revente, compte tenu du départ imminent de Johan Maurits pour l'Europe, car son renvoi lui avait déjà été communiqué en avril 1642.
Le droit de marquer ses esclaves avait été fortement restreint par la WIC pour le limiter à certaines formes de sanctions pénales, conditionnées à l'approbation d'un tribunal néerlandais, mais des marques apparaissent sur une aquarelle d'un cadre de la cour du gouverneur, Zacharias Wagener (1614-1668), considérée comme une des sources de la série de huit peintures d'Albert Eckhout représentant les habitants du Brésil hollandais, conservées au Musée national du Danemark.
Sur le tableau d'une femme africaine parée de perles et autres bijoux, ressemblant beaucoup à celui d'Albert Eckhout, sa poitrine est marquée d'un symbole créé par les lettres « I » et « M » se chevauchant sous la figure d'une couronne, ce qui n'apparait plus dans la peinture d'Albert Eckhout. Le sigle apparaît dans l'hagiographie de 1647 mais aussi sur une chaise en ivoire sculptée avec exactement le même motif, offerte en cadeau à l'électeur de Brandebourg en 1652 par l'ex-gouverneur et conservée aujourd'hui au palais de Sanssouci.

### Hagiographie sur commande
Après son retour en Europe en 1644, il chargea son familier Constantijn Huygens de faire écrire sa biographie par Caspar Barlæus, qui devint une hagiographie sur commande. À l'usage du public, le poète Franciscus Plante composa un poème à sa gloire, Mauritas, où il chante de façon emphatique ses aventures brésiliennes. Il demande aussi à des enseignants de l'université de Leyde de rendre hommage à son action, financée sur la fortune personnelle du gouverneur selon lui.
Malgré plusieurs récits de contemporains dénonçant la corruption de Jean-Maurice de Nassau-Siegen, cette hagiographie a inspiré une historiographie le vantant comme un mécène, bâtisseur, protecteur des minorités religieuses, des artistes et des entrepreneurs. Cette image a été brutalement contestée en 2020 par un projet lancé par des historiens de l'Université de Leyde aux Pays-Bas, en dénonçant le caractère esclavagiste de la Nouvelle-Hollande (Brésil).
Ils ont produit des documents inédits prouvant « une implication personnelle dans l'esclavage et la traite transatlantique des esclaves », sur fond de « débat suscité par le retrait d'un buste de Nassau-Siegen du musée Mauritshuis ». Le gouverneur a considérablement augmenté son patrimoine en acquérant des nombreux esclaves, dont une grande partie a été revendue à l'oligarchie portugaise restée à Récife malgré l'arrivée des Hollandais.
D'autres hagiographies seront publiées au Brésil, jusqu'en 2006, listant ses mérites dans tous les domaines, en accumulant les inexactitudes, parmi des considérations sur la supériorité des femmes portugaises qui auraient comblé les Hollandais expatriés, et affirmant qu'à son départ, tout au long de son passage la foule « pleurait, le suppliait de rester, tentait de toucher ses vêtements, comme s'il était un saint », afin de proclamer qu'il aurait été le meilleur gouverneur de toute l'histoire coloniale du Brésil et la grande victime de l'aveuglement du conseil d'administration de la WIC, qui comptait 19 membres, connus sous le nom de Heeren XIX. Selon l'une d'elles, il aurait personnellement supervisé la construction de squares, ponts, canaux, jardins, drainé le delta de Récife, et permis à l'architecte Peter Post, frère du peintre Frans Post, d'établir les plans de l'église calviniste française finie en 1642. L'industriel du ciment brésilien Ricardo Brennand lui a consacré une part importante du "Ricardo Brennand Institute", sorte de musée pour lequel il a racheté une quinzaine des tableaux de Frans Post, âgé de 25 ans lors de son arrivée au Brésil en 1637, et qui ont fait connaitre le Brésil aux Hollandais du XVIIe siècle en gommant ses aspects controversés.

### Relations avec Frédéric GuillaumeIerde Prusse
Après ses sept ans au Brésil il entra au service du Prince-Électeur de Brandebourg, grand admirateur de la République des Pays-Bas. Au milieu du XVIIe siècle pour ses progrès dans la technologie.
Il connaissait le fils de l'Électeur de Brandebourg, le prince prussien Frédéric-Guillaume Ier de Brandebourg, qui de 1634 à 1638 résida à la cour de La Haye. Ils ont fait ensemble le siège du Schenkenschans, une forteresse sur le Rhin près de Millingen, reprise aux Espagnols pendant la guerre de Trente Ans (1618-1648). Ravagé par ce conflit, pillé par les Suédois, puis les troupes de l'empereur d'Allemagne et même sa propre armée, restée trop longtemps sans solde, le Brandebourg n'avait pas encore commencé l'ascension qui en fera un puissant État prussien.
Frédéric Guillaume en prend la tête à 20 ans en 1640, devenant aussi duc de Prusse de Poméranie, de Magdebourg et de Clèves, comte de La Marck et prince de Minden et d'Halberstadt, où partout les noblesses locales lui résistent. Il s'appuie alors sur la Prusse restée à l'écart de la guerre de Trente Ans puis en 1647 sur Johan Maurits, revenu du Brésil en 1644, qui emprunte aux financiers Abraham Cohein à Amsterdam et Elias Gomperts à Clèves.
Johan Maurits devient ainsi stadhouder de Clèves et de Marck, nomination acceptée en 1649 par les assemblées des deux territoires (noblesse et villes), non sans protestations car il a été dispensé du serment de respect des anciens droits de ses sujets. Tout comme au Brésil, il chercha alors à ménager les oppositions.

### Ses relations avec l'Antiquité
Johan Maurits était non seulement un grand homme de guerre mais aussi un connaisseur de l'Antiquité.

### La dispute au sujet de Clèves
En raison de leur amitié, Frédéric Guillaume choisit aussi Johan Maurits comme médiateur avec la noblesse de Clèves.
Le point le plus critique fut atteint en 1655, quand Frédéric Guillaume envoya à Clèves sa belle-mère Amalia van Solms, veuve de Frédéric Henri, pour négocier avec les États de Clèves et de Mark. Cet affront brouilla définitivement les rapports entre Amalia et Johan Maurits.

### Sa politique
Il appliqua une politique de tolérance religieuse. Lui-même était calviniste, mais les catholiques purent continuer à habiter Clèves et même les juifs y furent admis. Par ailleurs il se mit tout de suite à transformer l'aspect extérieur de la ville et fit venir pour cela à Clèves sa vieille connaissance Jacob van Campen. Dans son palais de Freudenberg et à d'autres endroits autour de la ville, dans les forêts déjà existantes, Johan Maurits fit créer de superbes parcs classiques avec canaux, fontaines et avenues se croisant en étoiles.
Le stadhouder protégea la culture, la science et les arts. Depuis la dernière guerre mondiale, la plupart de ses constructions, de ses bâtiments administratifs et aussi de ses propres résidences ne sont plus qu'un souvenir, mais le superbe parc au pied du Sternberg est resté dans toute sa gloire. Il subsiste encore une avenue bordée de tilleuls, la fameuse Nassauerallee. Peu après son installation Johan Maurits avait commandé aux Pays-Bas 600 tilleuls et les avait fait planter tout au long d'une avenue rectiligne. Le prince en fut tellement impressionné qu'il voulut en avoir l'identique à Berlin, et ce fut Unter den Linden. Le Tiergarten, lui aussi, a été inspiré des parcs de Clèves.

### Le mariage de Frédéric-Guillaume
Il va de soi que la princesse palatine Louise Henriette de Nassau y a joué elle aussi un rôle important. Louise Henriette était une fille de Frédéric-Henri d'Orange-Nassau et elle avait fait connaissance avec Frédéric-Guillaume au moment où il était à la cour de La Haye, mais à ce moment-là elle n'était encore qu'une petite fille. Après qu'on lui eut refusé la main de la fille du roi de la Suède, Frédéric-Guillaume épousa son amour de jeunesse, Louise Henriette, au palais de Noordeinde. Les premières années le couple habita Clèves où se trouvait Johan Maurits mais par la suite, il passa la plus grande partie du temps à Berlin. La princesse hollandaise fit bâtir par ses propres architectes le château d'Oranienburg et importa ainsi le classicisme hollandais dans le Brandebourg. Johan Maurits conseilla le prince quand il fallut choisir des architectes, des maçons, des peintres, des sculpteurs et des ouvriers pour la cour de Potsdam.

### La modernisation
Johan Maurits fit entrer la Prusse à marche forcée dans la modernité. En 1671 Frédéric-Guillaume ouvrit ses portes aux Huguenots qui, avant même la révocation de l'Édit de Nantes, commençaient à fuir la France. C'était d'ailleurs son intérêt personnel de faire venir chez lui des intellectuels et des ouvriers de l'Europe occidentale. Il en alla de même pour les juifs qui purent s'établir en Prusse moyennant le paiement d'une somme d'argent. Le prince agit ainsi d'après l'exemple du régime de tolérance de Johan Maurits au Brésil. Huguenots et juifs allèrent surtout habiter à Berlin où les étrangers finirent par constituer le quart de la population.

### L'intermède colonial
Frédéric-Guillaume comprit qu'il fallait une flotte à la Prusse parce que, située sur la Baltique, elle était régulièrement menacée par la Suède ; il y allait aussi de la gloire du pays. Il alla même si loin dans son désir d'imiter les autres qu'il fonda une colonie en Afrique. Johan Maurits s'en était fort bien occupé au Brésil. Mais la Prusse n'était pas une nation maritime, même si Frédéric-Guillaume commanda des dizaines de navires aux Provinces-Unies. La compagnie prussienne d'Afrique ne devait jamais rapporter et, finalement, Groß-Friedrichsburg sur la côte de Guinée fut vendu aux Hollandais.
À la requête du prince, Johan Maurits fut élevé en 1652 à la dignité de « prince » d'empire et la même année il devint grand-maître de l'ordre protestant des Johannites dans le bailliage de Brandebourg. La fonction était honorifique, mais la tâche n'enthousiasma pas moins « le Brésilien » et il commença tout de suite à construire un nouveau quartier général à Sonnenberg, dans l'actuelle Pologne. De plus, il continua à entretenir des relations avec les Provinces-Unies où il avait conservé des fonctions militaires.
Au printemps 1657, un grand cortège partit de Clèves. C'était le prince Johan Maurits qui allait à Francfort accompagné de centaines de nobles, de soldats, de domestiques et de fonctionnaires de sa suite dans des dizaines de carrosses rutilant d'or et d'argent et peints d'orange et de vert. Johan Maurits avait été choisi par le prince pour l'y représenter et voter en son nom afin de désigner le nouvel empereur d'Allemagne et le 5 août 1658 il assistait au couronnement de cet empereur, Léopold 1er.
Dans les années 1650, ses relations avec les Provinces-Unies se refroidirent avec la première époque où il n'y eut plus de stadhouderat (1650-1672). Plus tard cependant on fit appel au stratège qu'il était.

### La guerre aux Pays-Bas
En 1665, il conduisit les troupes du prince contre « Bernard les Bombes », l'évêque de Munster. À cette occasion, avec quelques autres cavaliers, il tomba depuis un pont à Franeker. C'était par un mois de janvier glacial, mais il s'en sortit vivant. Tout de suite un culte d'action de grâces fut célébré dans l'église réformée de Franeker. Johan Maurits mit tout de même des mois à s'en remettre ; il avait vu la mort de près.
En 1668, il fut de nouveau feld-maréchal alors que la guerre contre la France était imminente et en 1672, l'année terrible, il fut le principal conseiller de Guillaume III. Les relations étroites qu'avait Johan Maurits à la fois avec le prince et le stadhouder hollandais faisaient de lui l'intermédiaire naturel entre les Provinces-Unies et la Prusse. Il y eut bien quelquefois des tensions, mais jamais on ne s'approcha d'une guerre. Frédéric-Guillaume et Johan Maurits étaient des soldats expérimentés et courageux, mais ils savaient justement ce qu'était la guerre et ils firent de leur mieux pour l'éviter. La Prusse était un État, ce n'était pas un pays, elle était composée de plusieurs parties situées entre les Provinces-Unies et la Lituanie. C'est pour cela qu'il lui fallait une armée de métier, et non un ramassis de mercenaires comme c'était l'habitude ; la situation géographique ne le permettait pas. Frédéric-Guillaume se constitua une armée qui finit par atteindre 24 000 hommes, ce qui intimidait la plupart des ennemis.
Une armée d'une telle taille n'était possible pour un petit État que grâce à une fiscalité bien organisée. Les junkers, la noblesse du pays, finirent par donner leur accord. Mais ceux qui percevaient les impôts durent se montrer incorruptibles. Ce fut alors que naquit le fonctionnaire prussien. Là également, Johan Maurits donna ses conseils. À Clèves lui aussi insista toujours sur l'honnêteté des fonctionnaires et, là où l'on y manquait, sa colère était terrible.

### Décès
Le « Brésilien » mourut en décembre 1679, à Berg en Dal tout à côté de Clèves. Il ne s'était jamais marié. À ce moment-là la ville était occupée par les troupes françaises qui avaient d'ailleurs traité Johan Maurits avec respect. Il fut d'abord enterré dans le parc, puis par la suite dans son propre comté de Siegen. Quand son ami Frédéric-Guillaume mourut, neuf ans plus tard, après un règne de près de cinquante ans, on l'appelait « le grand prince » dans l'Europe entière et la Prusse comptait bien un million d'habitants.

## Hommage
Deux navires de la Marine royale néerlandaise reçoivent son nom dont le HNLMS Johan Maurits van Nassau (1932), participant à la bataille de l'Afsluitdijk lors de la Seconde Guerre mondiale.

## Musée et polémiques
La construction (1640-1644) du palais de Jean-Maurice de Nassau-Siegen à La Haye a lieu pendant son mandat au Brésil et a conservé son nom, "Mauritshuis" après sa mort en 1679 puis en 1822, quand le Palais fut choisir pour héberger une collection nationale de centaines de tableaux néerlandais, dont notamment des œuvres de Rembrandt et de Vermeer, parmi lesquellesla Jeune fille à la perle. Le bâtiment devint en 1822 propriété du gouvernement des Pays-Bas.
Le Musée envisage depuis de se débaptiser, malgré les réticences qui se sont fait entendre. Johan Maurits est surtout connu comme le gouverneur « éclairé » du Brésil, où il aurait encouragé artistes, architectes et scientifiques, en bâtissant deux palais et un pont traversant la baie de Récife, mais cette vision « peut être considérée comme quelque peu partiale » a déclaré ensuite le musée portant son nom, à la fin des années 2010 . Son buste a été retiré du Mauritshuis en 2017, ce qui a beaucoup attiré l'attention des médias début 2018. Le Mauritshuis a « lancé un projet de recherche afin d'en savoir plus sur d'autres aspects de l'histoire de la colonie hollandaise au Brésil et de Johan Maurits », en 2018, lorsqu'un inventaire des sources a été réalisé, puis le programme d'événements "Shifting Image" (resituer l'image), avec conférences, débats publics, projet éducatif, chant et danse, proche de ce qui fut fait aux États-Unis avec le projet 1619, lancé par le New-York Times.
La polémique néerlandaise avait rebondi à l’automne 2019, lorsque le musée d’histoire d’Amsterdam décidait de supprimer l’expression d’« âge d’or » (« Gouden Eeuw ») de ses salles, choquant des politiques, sans pour autant renier ce terme. Les débats se sont poursuivis au cours des deux années suivantes. En 2020, la Maison de Rembrandt, à Amsterdam, a conçu une exposition visant spécifiquement à « redonner de la visibilité aux Noirs » dans ses tableaux du XVIIe siècle. Même démarche pour l'exposition présentée au Rijksmuseum d'Amsterdam en juin 2021, qui a voulu des références historiques à l'enrichissement par l'esclavage jusque-là peu constatées sur certaines œuvres. Eveline Sint Nicolaas et Valika Smeulders, deux des quatre commissaires, ont expliqué qu'elle fut le résultat d'un passage en revue critique des collections du Rijksmuseum, afin d’identifier davantage de traces de la traite négrière, son directeur Taco Dibbits s'étant engagé à ouvrir d'« autres perspectives » sur l’histoire nationale, tout en précisant qu’il continuerait d’utiliser l'expression controversée.
Parmi les nouveautés mises en avant par cette exposition :
- le double portrait d'un couple de notables amstellodamois peint en 1634 par le maître néerlandais Rembrandt, de Marten Soolmans et Oopjen Coppit, mariés en juin 1633, dont la famille avait fait fortune dans une raffinerie de sucre s'approvisionnant au Brésil. Les deux tableaux avaient déjà été présentés lors d'une exposition de 1956 par le Rijksmuseum Amsterdam et le musée Boijmans Van Beuningen de Rotterdam. La famille Rotschild souhaitant s'en séparer en 2014, le Portrait de Oopjen Coppit fut acquis par  le musée du Louvre, pour un montant de 80 millions d'euros pour chacun des deux tableaux[10]. Maerten Soolmans (1613-1641) est le fils de Jan Soolmans, négociant en sucre d’Anvers, vivant au bord du canal de Rapenburg à Leiden. Oopjen Coppit vient d’une famille enrichie dans le commerce du maïs et de la poudre à canon[11]. Après cinq ans de veuvage, elle s'est remariée vers 1646 avec le capitaine Marten Pietersz Daij qui vit dans la Province d’Utrecht après avoir commercé au nord-est du Brésil, où il avait gardé des esclaves[12]./ref>. Un document juridique présenté dans l’exposition précise qu'il séquestra quatre mois une Africaine et refusa de reconnaître l’enfant du viol[9].
- un collier en laiton, réalisé en 1689, couvert de fines feuilles d’acanthe, entré dans les collections du musée en 1881 comme un « collier pour chien »[9], alors qu'il fut probablement porté par d'anciens esclaves ramenés par leur maîtres à Amsterdam[9]. Le collier apparait ainsi sur le bord gauche d’une peinture de maître[9].